# De vuelta y vuelta
De vuelta y vuelta – trzeci album muzyczny zespołu Jarabe de Palo, nagrany w październiku i listopadzie 2000 roku w studiu w Avinyonet de Puigventós, wydany w 2001 roku przez wytwórnię EMI.

## Lista utworów
Źródło:
| Nr  | Tytuł utworu                    | Długość |
| --- | ------------------------------- | ------- |
| 1.  | „De Vuelta y Vuelta”            | 5:44    |
| 2.  | „Tiempo”                        | 4:43    |
| 3.  | „En Lo Puro No Hay Futuro”      | 3:25    |
| 4.  | „Dos Días en la Vida”           | 6:21    |
| 5.  | „La Luz de tu Corazón”          | 4:18    |
| 6.  | „Completo Incompleto”           | 3:18    |
| 7.  | „Cara de Azul”                  | 3:49    |
| 8.  | „Agustito con la Vida”          | 3:21    |
| 9.  | „De los Libros (No Se Aprende)” | 3:09    |
| 10. | „Viaje Para Locos”              | 4:23    |
| 11. | „Mama”                          | 7:48    |
|     |                                 | 50:19   |